# Casorate Primo
Casorate Primo (lombardul: Casuraa) település Olaszországban, Lombardia régióban, Pavia megyében. Lakosainak száma 8844 fő (2023. január 1.). Casorate Primo Bubbiano, Calvignasco, Morimondo, Motta Visconti, Trovo, Vernate és Besate községekkel határos.

## Népesség
A település népességének változása:
| Lakosok száma | 8750 | 8680 | 8844 |
|               | 2017 | 2018 | 2023 |